# Conrad Letendre
 (Juin 2023).
Conrad Letendre, né à Saint-Zéphirin-de-Courval le 9 janvier 1904 et mort à Montréal le 20 novembre 1977, est un organiste, pédagogue, théoricien et compositeur québécois. 

## Biographie et carrière
Fils de cultivateur, il perd progressivement la vue entre deux et dix ans. Admis à l’Institut Nazareth pour les jeunes aveugles à Montréal en 1913, il y étudie la musique avec Arthur Letondal (piano et orgue), Camille Couture (violon), Achille Fortier et Romain-Octave Pelletier pour l’harmonie, le contrepoint, et la fugue.
En 1927, il s’installe à Saint-Hyacinthe. Organiste à l’église Notre-Dame-du-Rosaire (1927-33), il enseigne le piano et l’orgue au séminaire 1927 à 1935, puis de 1942 à 1952. Il enseigne aussi au couvent des Sœurs de la Présentation et chez les Sœurs de Saint-Joseph. Il collabore comme conseiller artistique à La Bonne Chanson (1942-1954) et comme rédacteur en chef à la revue Musique et musiciens (1952-1954).
Il revient à Montréal en 1936 et partage désormais ses activités entre la Métropole et Saint-Hyacinthe. Il enseigne l’harmonie de 1955 à 1962, et l'organographie durant deux ans la faculté de musique de l’Université de Montréal. De plus, il enseigne l’orgue à l’Institut Nazareth.
Parallèlement, il enseigne en privé et a contribué à la formation théorique et pratique de plusieurs musiciens et organistes québécois dont Raymond Daveluy, Gaston Arel, Bernard Lagacé, Kenneth Gilbert, Gilles Fortin, et les compositeurs Jean Chatillon et Michel Perrault. 
Entre 1950 et 1960, il conseille la maison Casavant Frères sur la composition de plusieurs nouveaux instruments dont l’orgue de l’église des Saints-Martyrs à Victoriaville, celui de Saint-Sixte à Ville Saint-Laurent, celui de Saint-Jude à Montréal, ainsi que dans la rénovation de l’orgue du Gesù à Montréal en 1954, instrument pour lequel il écrit sa musique d’orgue.

## Travaux théoriques
Boursier du Ministère des Affaires culturelles du Québec, Conrad Letendre poursuit durant de nombreuses années des travaux de recherche dans le domaine de la théorie musicale. Il est l’auteur d’un traité d’harmonie resté inachevé et inédit.
Deux de ses disciples, Jean Chatillon et Michel Perrault, avec quelques autres, fondent en 1970 l’«Institut de sciences musicales Conrad Letendre» qui devient l’Institut de recherche Pantonal en 1987. Il est donc est à l’origine, avec son système Letendre, du système Pantonal défendu et enseigné par Michel Perrault et Jean Chatillon principalement, au Module de musique de l’UQTR de sa fondation en 1969 à sa fermeture en 2003.

### Le système Letendre
En raison des imperfections ou incohérences supposées du mode mineur moderne, dues surtout à la méconnaissance historique de sa genèse, certains théoriciens, à partir du milieu du XIXe siècle. ont tenté de lui substituer le mode mineur inverse c’est-à-dire que le mode mineur serait le reflet descendant exact du mode majeur. L’ordre des tons et demi-tons est strictement le même dans les deux cas mais en sens inverse. Le premier à proposer cette solution fut A. J. von Oettingen en 1866. Il fut suivi par la plupart des partisans du dualisme : François-Auguste Gevaert, Hugo Riemann, Albert von Thimus, Vincent d’Indy, Auguste Serieyx, Edmond Costère, et son système fut mené à ses conséquences extrêmes par Siegfried Karg-Elert, puis repris au Québec par Conrad Letendre.
La notion du mode mineur inverse du majeur, correspondant exactement mode de mi descendant (dorien) des Grecs anciens, est toujours très controversée, tout comme la théorie des harmoniques inférieures (miroir parfait des harmoniques supérieures) qui n’ont aucun fondement acoustique ou scientifique ; elles sont souvent confondues avec les sons résultants.

## Compositions
Letendre a composé quelques pièces d’orgue entre 1958 et 1977. L’éditeur Jacques Ostiguy de Saint-Hyacinthe a publié ces pièces en trois fascicules de 1980 à 1982 :
Vol. 1 : I. Suite Orbis factor - Prélude sur Asperges me - Canon sur Hosanna in excelsis ; II. Suite Alme Pater - Fughetta sur Asperges me - Élévation sur Hosanna in excelsis - Toccata dorienne sur les Kyrie I, II & III
Vol. 2 : I. Versets liturgiques - Veni Creator - Stabat Mater; II. Trois Noëls: Il est né le divin Enfant - Dans cette étable - Ça, berger
Vol. 3  : Fugue sur Ô Canada - Fugue sur les trompettes - Berceuse modale.

## Postérité
Un « Festival Conrad-Letendre » eut lieu à Saint-Hyacinthe de 1979 à 1983. En 1987, le violoniste Tara-Louise Perrault et Aline Letendre créèrent la Sonate en la mineur de Michel Perrault, dédiée à la mémoire de Conrad Letendre.

## liens externes
- Notices d'autorité :   - VIAF
  - ISNI
  - GND
- Conrad Letendre – Berceuse modale par Rachel Laurin.
- Conrad Letendre – Toccata dorienne par Aline Letendre titulaire (1957-2005) de l'orgue de l'église du Gesù, Montréal.
- Orgues du Québec Casavant, Opus 2151 (1952) de l'église des Saints-Martyrs-Canadiens, Victoriaville, Québec.
- Orgues du Québec Casavant, Opus 2216 (1954) de l'église Saint-Sixte (Saint-Laurent) Montréal, Québec.
- Orgues du Québec Casavant, Opus 146/2232 (1901/1954) de l'église du Gesù, Montréal, Québec.
- Orgues du Québec Casavant, Opus 2364 (1956) de l'église/sanctuaire Saint-Jude, Montréal, Québec.